# دریاچه مونون
دریاچه مونون (به لاتین: Lake Monoun) از دریاچه‌های آتشفشانی در کامرون است.